# Gerardo Moncada
Gerardo Moncada Guiza (Chipatá, Santander, 25 de julio de 1962) es un ex-ciclista profesional colombiano, profesional entre 1986 y 1994.

## Palmarés
1981
- Vuelta de la Juventud de Colombia, más 1 etapa[2]

1993
- 1 etapa de la Vuelta a Colombia

## Equipos
- Postobón (1986-1994)
  - Manzana Postobón-RCN (1986)
  - Manzana Postobón (1987-1990)
  - Manzana Postobón-Ryalcao (1990-1992)
  - Manzana Postobón (1993-1994)

## Resultados en Grandes Vueltas
| Carrera | Carrera         | 1986 | 1987 | 1988 | 1989 | 1990 | 1991 | 1992 | 1993 | 1994 |
| ------- | --------------- | ---- | ---- | ---- | ---- | ---- | ---- | ---- | ---- | ---- |
|         | Giro de Italia  | —    | —    | —    | —    | —    | —    | 39.º | —    | —    |
|         | Tour de Francia | Ab.  | De.  | —    | —    | 40.º | 46.º | 54.º | —    | —    |
|         | Vuelta a España | —    | 27.º | Ab.  | 18.º | 25.º | 25.º | —    | —    | —    |

—: No participa 

Ab.: Abandona 

De.: Descalificado